# Герб Кривого Рогу
Герб Криво́го Ро́гу — офіційний геральдичний символ міста Кривого Рогу, районного центру Дніпропетровської області.

## Опис
|  | Щит, напівкруглий (поділений навпіл по вертикалі), зеленого та червоного кольору. У полі щита розташовані дві фігури. Головна фігура — оздоблена козацька порохівниця (срібло) розташована у нижній частині щита, над нею золотий дубовий трилисник з двома жолудями. Щит вписаний в декоративний картуш, увінчаний міською короною. |

Козацька порохівниця виготовлена з рогу, що передусім вказує на назву міста (герб є промовистим), а також на славетне минуле краю (до 1775 р. — територія Запорізької Січі), легенду про засновника міста козака Кривого Рога, та іншу версію про походження назви міста — утворення кривого мису (рогу) при злитті річок Інгулець і Саксагань. Порохівниця також говорить про великий потенціал і можливості міста, спроможність до дії і розвитку: — «Є ще порох в порохівницях!», та нагадує про заклик «Тримай порох завжди сухим!».
Золотий дубовий трилисник з двома жолудями — це передусім символ сили, міцності, багатства, глибокого коріння та духовного відродження. Трилисник формою нагадує тризуб, що є символом триєдності сил, споконвічним знаком оберегом української землі. Крім того він символізує минуле, сучасне і майбутнє та їх нерозривний зв'язок, а як жива природна форма — постійний розвиток і оновлення. Зелений колір означає достаток, волю, надію, радість. Червоний — хоробрість та лицарські чесноти, любов, мужність, великодушність. Золото — багатство, сила, вірність. Срібло — чистота помислів і діянь.
Затверджений рішенням № 30 ІІІ сесії XXIII скликання від 20 травня 1998 р.

## Автори герба
- Дабіжа М. К. — заступник голови міськвиконкому з питань освіти та культури;
- Бакальцев В. М. — архітектор, головний художник міста, член Спілки архітекторів України;
- Сєднєва С. А. — мисткиня, член Міської художньої ради, член Спілки художників України;
- Токар В. І. — мистець, головний редактор художньої газети «Арт-Ательє», член Спілки художників України.

## Історія
Перший герб міста був прийнятий земськими зборами в 1912 році, але офіційно так і не утвердився. Його реконструкція публікувалася у збірнику «Кривий Ріг в листівках, документах, фотографіях». Герб радянської доби затверджений у 1972 році. Щит скошений справа лазуровим і червоним. У першій частині — срібний хімічний комбінат, в другій — срібна шахта з териконами. Червона глава обтяжена срібною назвою міста українською мовою.

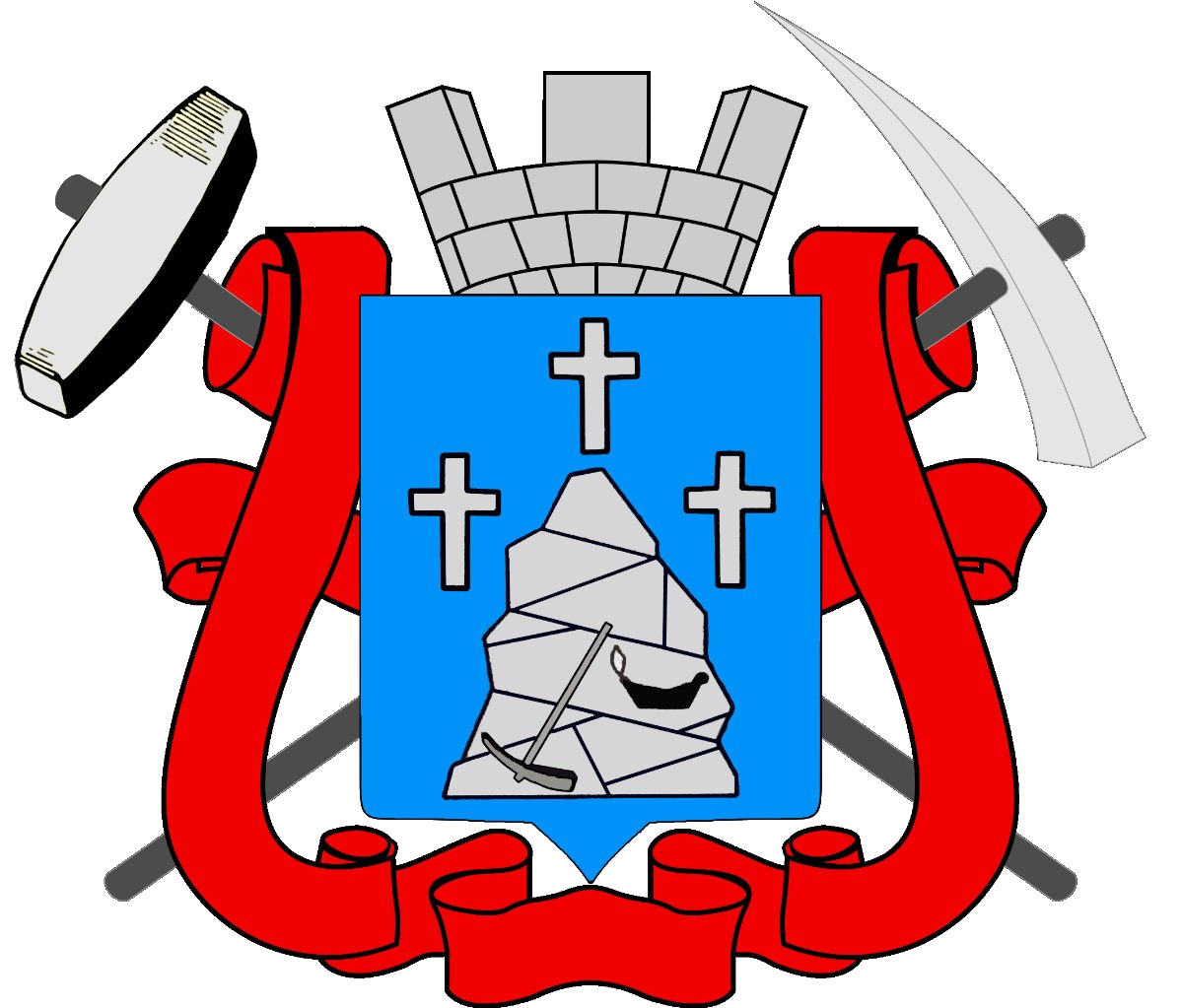
Герб 1912-го року
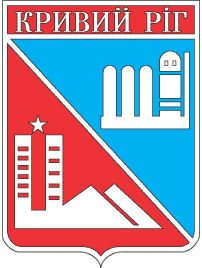
Радянський герб

## Герби сучасних районів Кривого Рогу
Наразі всі райони міста мають свої герби.

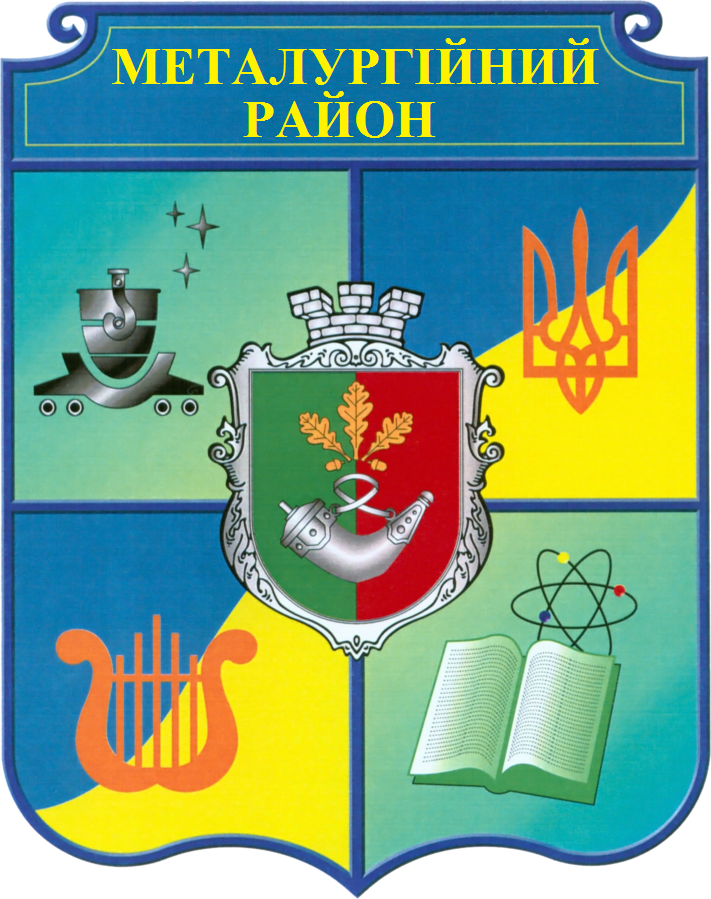
Герб Металургійного району
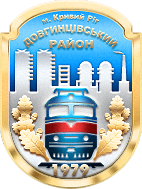
Герб Довгинцівського району
Покровський район
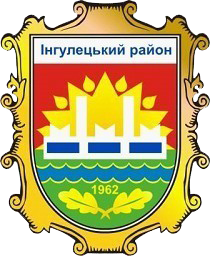
Герб Інгулецького району
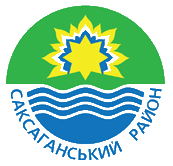
Герб Саксаганського району
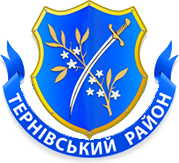
Герб Тернівського району
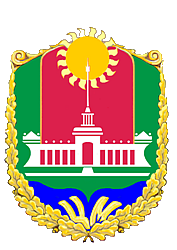
Центрально-Міський район